# 楊泳春
楊泳春（?—?），廣西省桂林府臨桂縣人，清朝政治人物、同進士出身。
光緒三年（1877年），参加丁丑科殿試，登進士三甲第95名。同年五月，分部學習。